# 小行星8169
小行星8169（英語：8169 Mirabeau）是一颗围绕太阳公转的小行星。1991年8月2日，艾瑞克·怀特·埃尔斯特在拉西拉天文台发现了此天体。
这颗小行星的绝对星等为357.29897等。